# Грин, Роберт (писатель)
Роберт Грин (англ. Robert Greene, р. 14 мая 1959 года в Лос-Анджелесе) — американский автор популярно-публицистической литературы о психологии и механизме функционирования власти в обществе и политике, а также об особенностях стратегического мышления и законах обольщения.

## Биография
Грин родился в 1959 году в Лос-Анджелесе в еврейской семье. Некоторое время обучался в Калифорнийском университете в Беркли, окончил Университет Висконсин-Мэдисон, степень бакалавра искусств, специальность классическая литература и сравнительная филология.
По окончании учёбы работал редактором и автором в нескольких изданиях, в частности писал для журнала Эсквайр. После безуспешной карьеры киносценариста в Голливуде и, по его собственным словам, восьмидесяти разных занятий, которые не принесли ему власти, кроме той, которая приходит с опытом и от умения наблюдать в середине 1990-х годов Грин сел за написание своих 48 законов власти. В 1995 году Грин занимался организацией школы искусств Фабрика недалеко от Венеции, где и познакомлся с будущим соавтором своей книги концепт-дизайнером Йостом Элфферзом. Элфферз спросил у Грина, есть ли у него какие-нибудь идеи по поводу его первой книги. Грин ответил что есть, а Элфферз оплатил ему двухлетнее написание книги. Книга стала бестселлером в США (продано более 800 тысяч экземпляров) и в мире (переведена на 21 язык, продано более миллиона экземпляров).
Работал в качестве частного консультанта исполнительных директоров различных компаний, в таких разных областях как финансовый менеджмент, арт-агентства и кинопродюсирование. 5 лет жил в Лондоне, Париже, Риме и Барселоне. Говорит на шести языках, также работал переводчиком с французского.
С декабря 2007 член совета директоров американской компании American Apparel.
11 июля 2006 года Роберт Грин открыл свой официальный блог, посвящённый законам власти «Власть, обольщение и война».
Критики творчества автора сравнивают его идеи с мировоззрением макиавеллизма.

## Личная жизнь
Роберт Грин живет в Лос-Анджелесе со своей девушкой Анной Биллер, режиссером. Грин умеет говорить на пяти языках и изучает дзен-буддизм. Он заядлый пловец и горный велосипедист. Наставник Райана Холидей, автора бестселлеров «Верьте мне: Я лгу», «Препятствие — это путь», «Эго — это враг», «Стоицизм на каждый день».
Грин поддержал Барака Обаму на президентских выборах в США в 2012 году и ассоциирует себя с либеральной политикой. По его словам, Дональд Трамп неправильно понимает власть.
Когда в 2012 году его спросили, религиозен ли он, Грин сказал: «Я еврей, но у меня нет жесткой духовной практики. Я не заядлый атеист; я вроде как был Эйнштейном: он не верил в еврейского Бога. Меня заинтриговало ощущение, что там что-то есть». По поводу верования Грин говорит что практикует дзен-буддизм, и медитирует каждый день на протяжении 11 лет.
Грин перенес серьезный инсульт два месяца спустя, как в 2018 году опубликовал свою новую книгу «Законы человеческой природы». Он был вызван тромбом на шее. На данный момент Грин занимается реабилитацией после инсульта. До этого Грин активно занимался плаванием, горным велосипедом, путешествовал. Но инсульт лишил его этих возможностей.